# 過失
過失（かしつ、英: Fault）とは、注意義務に違反する状態や不注意をいい、特に民事責任あるいは刑事責任の成立要件としては、ある結果を認識・予見することができたにもかかわらず、注意を怠って認識・予見しなかった心理状態、あるいは結果の回避が可能だったにもかかわらず、回避するための行為を怠ったことをいい、罪状や損害賠償責任の要因となる。他方、他人の過失についての損害賠償責任を認める無過失責任（Strict liability）の法理もある。

## 民事責任における過失

### 概説
取引法上は、善意で取引を行った者を保護するための要件として、無過失が要求されている場合がある（日本法では民法93条、民法192条、民法478条など）。これらの規定における過失とは、真実の権利関係等について調査・確認を行うべき義務があったのに、これを怠ったことをいうことが多い。また、故意・過失は債務不履行責任や不法行為責任の判断の要素となっている。なお、損害賠償の額を認定するに際して債権者（被害者）側の「過失」が一定の割合において認められるときに、その旨を考慮して損害賠償額を減額するローマ法に由来する制度を過失相殺という。ただ、債務不履行に対する損害賠償での過失相殺のように、過失相殺でいう「過失」については債権者に自己に対して損害を与えないようにする法的義務は存在しないため法律上の義務違反とはいえないとして一種の特別の過失であるとする説と信義則上の義務違反であり通常の過失と同様であるとする説がある。過失相殺の詳細については損害賠償を参照。

### 債務不履行責任における過失
ドイツ民法では債務不履行による損害賠償の責任根拠として過失責任主義（債務者の責めに帰すべき事由）がとられ、日本の旧民法415条（2017年民法改正前）も「債務者の責めに帰すべき事由」という文言で債務不履行による損害賠償請求の主観的要件とされていた（過失責任主義）。
2001年のドイツの債務法改正法である現代化法では債務不履行損害賠償の責任根拠として過失責任主義が維持された。一方、フランスでは契約責任の帰責の根拠は契約の拘束力とされている。過失責任主義では債務者の履行過程における違法で有責な行為に対する制裁として債務者に賠償責任が課されると考えるが、契約の拘束力を根拠とする考え方によれば債務不履行に基づく損害賠償責任は債務者が約束したのにそれを遵守しなかった点にあると考える。
日本の2017年の民法改正では、旧民法415条で「債務者の責めに帰すべき事由」という文言で主観的要件とされていた点（過失責任主義）について、改正後の民法415条1項は「債務者の責めに帰することができない事由」と否定形にして債務者の免責事由を定めた。そして「その債務の不履行が契約その他の債務の発生原因及び取引上の社会通念に照らして」という修飾語を挿入して債務者の故意・過失を意味していないことを明らかにし、債務不履行責任についての過失責任主義と決別した。2017年の民法改正で統一的債務不履行概念の導入が図られ、損害賠償の要件としては包括的不履行概念に含められる事例であれば、債務者に免責が成立しない限り、損害賠償が債権者に与えられることとなったと説明されている。

### 不法行為責任における過失

#### 過失責任主義
近代法の基本原則は過失責任主義をとっている。不法行為責任が成立するためには故意または過失が要件となる。損失の負担を予測可能な範囲に限定することで事業活動の自由を保障しようとする趣旨である。
日本の民法でも民法709条に規定されており、原則として過失責任主義がとられている。
しかし科学技術の発展や企業活動の拡大とともに、社会生活の中に危険性を伴う活動や物が増大することとなった結果、故意や過失の立証が被害者にとっては困難な場合も多くなり、報償責任や危険責任の理論を考慮を入れて不法行為における当事者間の公平を図ることが必要と考えられるようになった。そこで立法では立証責任を転換する場合や不法行為の成立要件から故意・過失を除外する場合（無過失責任）などが生じている。

#### 過失の意義
不法行為責任における過失とは、違法な結果が発生することを予見し認識すべきであるにもかかわらず、不注意のためそれを予見せずにある行為を行う心理状態をいう。ただし、学説では過失の有無について行為者の能力に即した具体的判断を行うのではなく、行為者の職業や地位に従って客観的に判断することが承認されてきた。そのため過失を心理状態とする理解とは理論上は距離が生じているとされている。

#### 過失の態様
過失には認識なき過失と認識ある過失がある。違法な結果の発生を予見できない場合は認識なき過失である。違法な結果の発生を予見しながら相当な防止措置を講じなかった場合には認識ある過失である。
また、過失には重過失と軽過失がある。重過失とは通常人に要求される程度の相当な注意をしなかったとしても、わずかな注意さえあればたやすく違法・有害な結果を予見できるのに漫然とこれを見過ごす場合である。重過失は故意に近く著しく注意を欠如した状態をいう。重過失にあたらない通常の過失が軽過失である。

## 刑事責任における過失

### 過失の意義
犯罪論における過失とは、注意義務に違反する不注意な消極的反規範的人格態度と解するのが通説であるが、過失犯の構造については議論がある。
犯罪についてどのような理論体系（犯罪論）を想定するのが適当かは、法令等によって一義的に規定されているわけではなく、解釈ないし法律的議論によって決すべき問題であり、過失犯の理論体系についても同様である。過失犯の構造について、以前は、結果の予見可能性を重視する旧過失論が支配的であったが、現在では客観的な結果回避義務違反を重視する新過失論が通説となっている。
日本の刑法では38条1項で、過失犯（過失を成立要件とする犯罪）の処罰は法律に規定があるときにのみ例外的に行うとされている。

### 過失の態様

#### 認識なき過失と認識ある過失
認識なき過失（認識のない過失、無意識の過失）とは犯罪事実の表象すら欠いている過失をいう。
認識ある過失（認識のある過失、意識的過失）とは客観的な不注意が存在することを行為者が認識している過失をいう。違法・有害な結果発生の可能性を予測しているが、その結果が発生しないであろうと軽信することをいう。例えば、自動車運転中、道路脇を走行中の自転車に接触するかもしれないと思いつつも、「充分な道路幅があるので接触することはない」と考えるような場合である。
認識ある過失に似て非なるものとして「未必の故意」がある。刑法学上の通説では、故意とは行為者が犯罪の実現について認容している場合をいう。違法・有害な結果発生の可能性を予測しつつ、その結果発生を容認してしまうことを未必の故意という。例えば、自動車運転中、道路脇を走行中の自転車に接触するかもしれないと思いつつ、「接触しても仕方がない」と考えるような場合である。

#### 重過失
刑法上、重大な過失（重過失）が構成要件とされている例がある。重過失とは、結果の予見が極めて容易な場合・著しい注意義務違反のための結果を予見・回避しなかった・過失の過程に著しい悪意（故意）があった場合をいう。欧米ではgross negligenceという。willful misconduct or gross negligenceで「故意又は重過失」にあたる。企業同士の損害賠償に関係する係争の場合、故意・重過失と客観的に認められる場合は、賠償義務に関する免責規定（上限額などの条件）は無効になることが多い。
重過失と単なる過失（軽過失）の別は一概に定めることはできず、具体的事例、例えば、責任主体の職業・地位、事故の発生状況等に照らして判断する必要がある。